# Phytomyza subaquilegiana
Phytomyza subaquilegiana är en tvåvingeart som beskrevs av Zlobin 1997. Phytomyza subaquilegiana ingår i släktet Phytomyza och familjen minerarflugor. Inga underarter finns listade i Catalogue of Life.